# Steam Deck
El Steam Deck és un ordinador personal de mà per a jocs desenvolupat per Valve que fou llançat el 25 de febrer de 2022. El dispositiu utilitza la distribució Linux SteamOS de Valve, que incorpora la plataforma Steam. SteamOS empra la capa de compatibilitat Proton de Valve, que permet als usuaris executar programari i jocs de Windows. Disposant d'un ventall ampli i selecte de jocs, descartant-se jocs de Windows per no oferir una correcta compatibilitat i de Linux per no adaptar-se correctament al maquinari. A més de l'ús portàtil, el Steam Deck es pot connectar a un televisor o monitor a través d'un docking station i fer-se servir com un ordinador de sobretaula o una consola de videojocs domèstica. Funciona amb una APU d'AMD usant l'arquitectura x86_64. En mode escriptori, els usuaris poden instal·lar aplicacions de tercers basades en Linux.